# Žunjeviće
Žunjeviće (en serbe cyrillique : Жуњевиће) est un village de Serbie situé sur le territoire de la Ville de Novi Pazar, district de Raška. Au recensement de 2011, il comptait 348 habitants.

## Démographie
| 1948 | 1953 | 1961 | 1971 | 1981 | 1991 | 2002 | 2011 |
| ---- | ---- | ---- | ---- | ---- | ---- | ---- | ---- |
| 532  | 584  | 636  | 608  | 428  | 255  | 211  | 348  |

|  |